# STS-39
STS-39 e четиридесетата мисия на НАСА по програмата Спейс шатъл и дванадесети полет на совалката Дискавъри. Това е осма мисия в интерес на Министерството на отбраната на САЩ и първа несекретна такава.

## Екипаж
| Пост                    | Астронавт                                |
| ----------------------- | ---------------------------------------- |
| Командир                | Майкъл Коутс трети космически полет      |
| Пилот                   | Лойд Хемънд първи космически полет       |
| Специалист на мисията 1 | Гуйон Блъфорд трети космически полет     |
| Специалист на мисията 2 | Грегъри Хърбо първи космически полет     |
| Специалист на мисията 3 | Ричард Хиб първи космически полет        |
| Специалист на мисията 4 | Доналд Макмонагъл първи космически полет |
| Специалист на мисията 5 | Чарлс Вич първи космически полет         |

- Броят на полетите е преди и включително тази мисия.

## Полетът
Първоначално изстрелването е планирано за 9 март, но е отложено по технически причини. На 23 април следва още едно отлагане. На 28 април 1991 совалката е успешно изстреляна в 11:33:14 ч.
Това е мисия, посветена на Министерството на отбраната на САЩ. В официално обявения полезен товар се включват:
- Air Force Program-675 (AFP-675);
- Infrared Background Signature Survey (IBSS);
- Critical Ionization Velocity (CIV);
- Chemical Release Observation (CRO);
- Shuttle Pallet Satellite-II (SPAS-II);
- Space Test Payload-1 (STP-1).
- Multi-Purpose Release Canister (MPEC) – считан за класифициран полезен товар;
- Radiation Monitoring Equipment III (RME III);
- Cloud Logic to Optimize Use of Defense Systems-IA (CLOUDS-I).

За провеждането на експериментите екипажът е разделен на два отбора за спестяване на време. Дистанционният манипулатор на совалката е използван за извеждането от товарния отсек на SPAS-II и модула на IBSS.
Групата е разделена на два екипа за операции въз основа на времето. Сред другите дейности, групата направи наблюдение на атмосферата и освобождава газове в околната среда на Orbiter Discovery, и стрелял на двигателя на превозното средство, вълнови ширини, вариращи от инфрачервена на ултравиолетови лъчи. Като част от сложни експерименти, пет спътника бяха започнати от товарния отсек, а един се възстановява по-късно по време на мисията.
Големият орбитален наклон на мисията (57 градуса спрямо екватора) позволява совалката да лети над повече суша, при което да наблюдава и записва екологичните ресурси и области такива проблеми.
Кацането е предварително планирано да стане в Базата на ВВС Едуардс (Edwards Air Force Base) в Калифорния, но заради силни ветрове е отменено. То става на 6 май на 1991 г. в 02:55:35 ч. EDT, на писта 15 в Космическия център „Кенеди“ във Флорида.

## Параметри на мисията
- Маса:
  - При старта: 112 207 кг
  - При кацането: 95 846 кг
  - Полезен товар: 5663 кг
- Перигей: 248 км
- Апогей: 263 км
- Инклинация: 56,9°
- Орбитален период: 89.6 мин

## Галерия
- Наблюдаване на полярно сияние по време на мисия STS-39.
- Друг поглед към същото явление
- Експеримент CIV
- Експеримент SPAS-II.
- Панелът за експеримент AFP-675 в пилотската кабина